# Краснобрюхий тамарин
Краснобрюхий тамарин (лат. Saguinus labiatus) — вид игрунковых обезьян из рода тамаринов (Saguinus), обитающий в дождевых лесах Амазонии в Бразилии и Боливии.
Красные брюхо и грудь этих тамаринов отличают их от других представителей рода. В остальном шерсть чёрная, вокруг носа белая отметина
Образуют небольшие семейные группы. В помёте обычно один или два детёныша. В воспитании потомства участвуют все члены группы, включая самцов.
Различают три подвида:
- Saguinus labiatus labiatus
- Saguinus labiatus rufiventer
- Saguinus labiatus thomasi